# Thucydide
Pour les articles homonymes, voir Thucydide (homonymie).
Thucydide [en grec ancien : Θουκυδίδης, Thoukudídès, formé à partir des deux mots grecs Θου-κῦδος, Θεοῦ génitif de θεός (« dieu ») et κῦδος (« gloire », « renommée »)] est un homme politique, stratège et historien athénien, né vers 460 av. J.-C. dans le dème d'Halimonte (de nos jours, Álimos) en Attique ; il est mort, peut-être assassiné, entre 400 av. J.-C. et 395 av. J.-C.
Sa principale œuvre est La Guerre du Péloponnèse, récit de la guerre qui opposa Athènes et Sparte entre 431 et 404 av. J.-C. Elle se distingue par sa rigueur historique, comparable aux travaux d'Hérodote.

## Biographie

### Origine et jeunesse

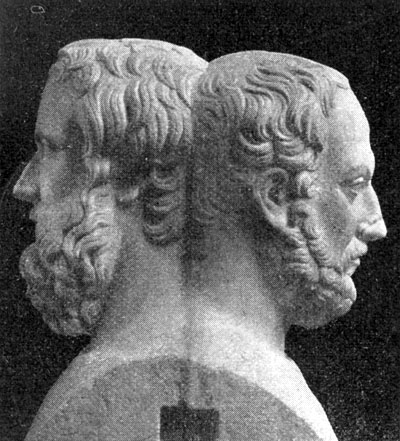
Hermès à deux visages montrant des vues d'artiste d'Hérodote et de Thucydide. Collection Farnèse. Naples.

Thucydide est le fils d'un eupatride (aristocrate) athénien nommé Oloros, d’après un roi de Thrace portant ce nom, et le descendant par ses deux parents[réf. nécessaire] de Miltiade.
Sa famille est probablement apparentée aussi à celle de Cimon en ligne masculine.
Il est probablement le petit-fils par sa mère de Thucydide. Elle bénéficie d'une fortune considérable. Le père de Thucydide possédait des mines d'or en Thrace et des forêts sur le mont Pangée. On estime sa date de naissance à 460 av. J.-C., grâce à un commentaire de Pamphila.
Nous avons très peu d'informations sur sa vie. Il aurait probablement eu pour maître Antiphon de Rhamnonte. Il en fait un éloge au livre VIII.
Selon Lucien de Samosate et la Souda, Thucydide enfant assista à une lecture faite par Hérodote de son œuvre, lors des Jeux olympiques : sans doute cette tradition représente-t-elle une manière symbolique de rendre hommage à son prédécesseur — celui que l'on surnomme le « père de l'Histoire ». Cependant, ainsi que l'a remarqué l'historien Alexis Pierron en 1881, « Thucydide n'admirait que médiocrement le livre d'Hérodote. Il reproche même assez rudement au vieil historien d'avoir eu en vue le plaisir du lecteur plus que son utilité, et d'avoir sacrifié trop souvent à l'amour du merveilleux. Mais c'est ici le jugement de Thucydide homme déjà mûr, préoccupé avant tout des enseignements politiques qui doivent découler de l'histoire, et travaillant avec effort, comme il le dit lui-même, afin de léguer aux siècles à venir un monument impérissable ».

### Carrière
Durant ses trente premières années, Thucydide a dû se préparer aux charges gouvernementales qui allaient lui incomber, mais sa vie se situe entre deux moments extrêmes de l'histoire d'Athènes : entre la splendeur des années triomphantes du milieu du Ve siècle av. J.-C. et le dernier quart du siècle, où la cité sort exsangue et humiliée de l'occupation spartiate.
De cette crise, Thucydide, entre trente et quarante ans, écrit l'histoire au fur et à mesure qu'elle se déroule. Il ne parle de lui, en 430 av. J.-C., que pour décrire les symptômes de la peste qu'il croit avoir contractée. Il est le disciple d'Anaxagore de Clazomènes et, selon la tradition, il a étudié l'enseignement d'Antiphon. Marié, il a un fils, Timothée.

La puissance athénienne en 431.

En 424 av. J.-C., il est élu stratège. On lui confie le commandement d'une escadre de sept navires, qu'il doit mener en Thrace pour maintenir l'ordre. Une expédition du Spartiate Brasidas l'oblige à porter secours à son homologue Euclès qui défend la colonie athénienne d'Amphipolis. Il ne peut empêcher Brasidas de prendre Amphipolis, même s'il parvient à s'emparer d'Eion. Pour cette raison, certains pensent[Qui ?] qu’il aurait été accusé de trahison et condamné à l’ostracisme, ce qui l’aurait forcé à s'exiler d'Athènes pendant vingt ans. Pendant cette période, Thucydide voyage à travers l'ensemble de la Grèce et accumule de nombreux témoignages auprès des combattants des deux camps, spartiates et athéniens.
D’après Pausanias, Thucydide serait revenu à Athènes grâce à un décret d’Oinobios et aurait été assassiné à son retour : son tombeau se trouverait non loin de la porte Mélité à Athènes. Sa mort se situe vraisemblablement entre 400 et 395 av. J.-C.. Thucydide a donc probablement connu la fin de la guerre du Péloponnèse et la tyrannie des Trente, mais sans avoir eu le temps de terminer son ouvrage. Son récit de la guerre s'arrête en effet brutalement en 411 av. J.-C., après le renversement du régime oligarchique des Quatre-Cents à Athènes et la bataille navale de Cynossema. Le philosophe et historien Xénophon raconte les sept dernières années de la guerre dans ses Helléniques.

## Méthode

### Recherche de la vérité
Thucydide est un véritable historien au même titre qu'Hérodote au sens où il rationalise les faits et explore les causes profondes des événements, en écartant tout ce qui procède du mythe ou de la rumeur. Pour lui, la qualité fondamentale de son métier est l'exactitude, qui implique l'impartialité, et son premier devoir consiste donc à rechercher la vérité. Lui-même expose d'emblée sa méthode (I, XX, XXI, XXII), en expliquant le soin qu'il a mis à recueillir tous les documents, tous les témoignages, et à les comparer pour en tirer ce qu'ils contenaient de vérité. En effet, Thucydide ne fait pas dans l'imaginaire, le merveilleux. De plus, il prévient ses lecteurs de se méfier des logographes comme Hérodote, par exemple.
Dans un préambule célèbre, il explique pour quelle raison il a choisi de relater la guerre du Péloponnèse : c'est l'événement le plus important de l'histoire grecque jusqu'à son époque. Afin de le démontrer, il se livre à une synthèse de l'histoire grecque jusqu'aux guerres médiques. Puis il évoque les causes lointaines ou immédiates qui ont provoqué le conflit d'Athènes et de Sparte. Une fois arrivé au récit même de la guerre, il établit la date des premières hostilités, puis se consacre à son sujet.

### Philosophie de l'histoire

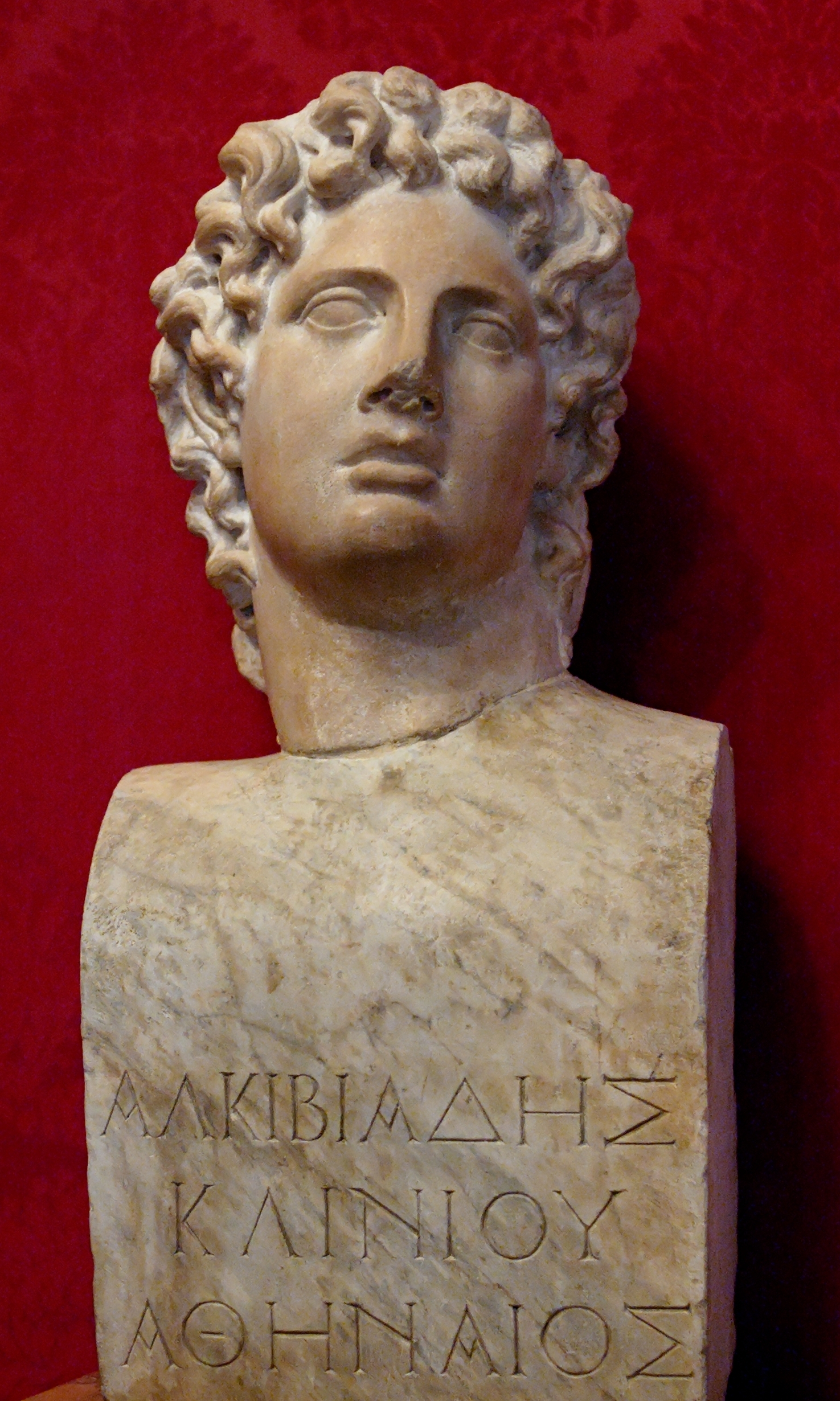
Buste d'Alcibiade.

Point de digressions sur les affaires intérieures de Sparte ou d'Athènes, point d'anecdotes : rien que ce qui est indispensable à la clarté de la démonstration. Thucydide raconte la guerre année par année, saison par saison, brassant les événements simultanés sans craindre de morceler son récit. Contenue par une méthode aussi inflexible, la narration reste très sobre. C'est à peine si, pour mieux faire comprendre les faits, il y mêle des considérations très rapides, des définitions morales, des analyses de sentiments. Il s'arrête pourtant quelquefois afin d'expliquer, dans une réflexion incisive, les causes des événements, la situation morale des peuples, le fond même de la politique. À l'occasion des troubles de Corcyre, il trace un tableau général des mœurs de son époque.
De ces réflexions, de ces peintures morales, se dégage sa philosophie. Thucydide ne voit pas dans les événements le résultat d'une intervention divine, mais la conséquence de lois générales qui gouvernent le monde. Lorsqu'il décrit une éclipse de Soleil ou de Lune, c'est à la manière d'un savant. S'il parle des oracles, c'est d'un simple point de vue objectif, factuel. Quand il parle des dieux, c'est au titre des croyances de son temps. Il leur oppose la faiblesse de l'humain, faiblesse dont l'homme ne peut se relever que par la raison (gnômè). Ici réside une analogie entre Thucydide et Anaxagore ; mais, tandis que le noûs d'Anaxagore est l'intelligence prise en soi, la raison de Thucydide représente l'intelligence appliquée à la connaissance des choses. Thucydide place la gnomè au premier rang des qualités ; quand il fait l'éloge de quelques grands personnages, c'est toujours en relation avec cette gnômè. Sans doute l'intérêt est-il le mobile des actions, mais il ne faut pas que l'homme se laisse entraîner par la passion égoïste. Pour réussir, l'action doit être intelligente et par conséquent morale, faute de quoi les hommes échouent dans leurs entreprises.
Cette impartialité n'exclut ni le patriotisme ni les préférences politiques : dans plus d'un passage, on reconnaît l'œuvre d'un Athénien fier de sa patrie. Thucydide admire Périclès et approuve son pouvoir sur le peuple, tout en n'approuvant ni les démagogues qui le suivent, ni la démocratie radicale qu'il prône. Il juge cependant la démocratie acceptable entre les mains d'un dirigeant rationnel.

## Œuvre
Ainsi commence l’auteur :

« Θουκυδίδης Ἀθηναῖος ξυνέγραψε τὸν πόλεμον τῶν Πελοποννησίων καὶ Ἀθηναίων. »

« Thucydide l’Athénien a raconté la guerre des Péloponnésiens et des Athéniens. »

L’œuvre comprend huit livres :
- I : introduction, récit des éléments déclencheurs de la guerre
- II : années 431–428, récit de la peste d'Athènes
- III : années 428–425, le sac de Mytilène
- IV : années 425–422, bataille de Sphactérie
- V : années 422–415, paix de Nicias
- VI : années 415–413, début de l'expédition de Sicile
- VII : année 413, fin de l'expédition
- VIII : années 412-411 jusqu'au retour d'Alcibiade

Le texte s'arrête soudain à l'année 411, au milieu d'une phrase. On ne sait si cette interruption est volontaire, ou si l'auteur n'a pu compléter son récit avant sa mort. La question de savoir si Thucydide a rédigé son œuvre par étapes ou en une seule fois est encore aujourd'hui débattue par les chercheurs.

## Citations
- « Du fait que l'État chez nous est administré dans l'intérêt de la masse et non d'une minorité, notre régime a pris le nom de démocratie[11]. »
- « Le secret du bonheur, c'est la liberté, et le secret de la liberté, c'est le courage »[12],[13].
- « Il est dans la nature de l'homme d'opprimer ceux qui cèdent et de respecter ceux qui résistent »[14].
- « Le fort fait ce qu’il peut faire et le faible subit ce qu’il doit subir. »
- « Des hommes illustres ont pour tombeau la terre entière »[14],[15].
- « Il faut choisir : se reposer ou être libre »[16]

### Citations apocryphes
- « L'histoire est un perpétuel recommencement »[14].

Cette citation, bien que célèbre, est très certainement apocryphe et abusivement attribuée à Thucydide, malgré le fait que plusieurs dictionnaires de citation comme celui du site du Figaro cité ici l'aient intégrée dans leur compilation.
Elle résume bien l’esprit de sa pensée en la condensant. Selon lui, dans la mesure où ils procèdent de la nature humaine (κατὰ τὸ ἀνθρώπινον), les événements de l’avenir ressembleront à ceux du passé : Thucydide a en effet exprimé la certitude que son œuvre constitue « un trésor pour l’éternité, κτῆμα ἐς αἰεί, [pour] voir clair dans les événements passés et dans ceux qui, à l’avenir, en vertu du caractère humain qui est le leur, présenteront des similitudes ou des analogies ».
- « L'épaisseur d'une muraille compte moins que la volonté de la franchir »[14] (cité sans source et sans doute apocryphe)

### Éditions de l'œuvre de Thucydide
- Œuvres de Thucydide, édition et traduction de Jacqueline de Romilly, en collaboration avec Louis Bodin et Raymond Weil, 5 vol., Paris, Les Belles Lettres, 1953-1972. Traduction rééditée (sans le texte grec) en 1990 aux Éditions Robert Laffont, collection « Bouquins »[20].
- Hérodote - Thucydide. Œuvres complètes, trad. Andrée Barguet pour Hérodote : L'enquête ; traduction Denis Roussel pour Thucydide : Histoire de la guerre entre les Péloponnésiens et les Athéniens, Gallimard, coll. « Pléiade », 1904 p.
- Thucydide, Jean Capelle (notes) et Jean Voilquin (traduction), Histoire de la guerre du Péloponnèse, t. 1 et 2, Flammarion, 1937 (Prix de l'Académie française).
- Thucydide, De la guerre, choix de textes, traduction du grec, notes et préface de Nicolas Waquet, Payot & Rivages, coll. « Rivages Poche Petite Bibliothèque », Paris, 2019, 138 p. (ISBN 978-2-7436-4611-0)
- (de) Carl Andreas Duker, édition de l'œuvre de Thucydide, Amsterdam, 1731.
- Thucydidis, Olori filii, de bello peloponnesiaco libri octo, græce, iidem latine ex interpretatione, L. Vallae (Laurent Valla) excudebat, Henric. Stephanus (Henri Estienne), 1564

### Études

#### Ouvrages généraux
- Raymond Aron, Dimensions de la conscience historique, Plon, coll. « Agora », 1985.
- Cornelius Castoriadis, « La polis grecque et la création de la démocratie », in Domaines de l’homme. Les Carrefours du labyrinthe II Paris, édition du Seuil, 1986, p. 261-306.

#### Études spécialisées

##### Biographie de Thucydide
- Luciano Canfora, « L'historien Thucydide n'a jamais été exilé », Dialogues d'histoire ancienne, vol. 6,‎ 1980, p. 287-289 (lire en ligne)
- Georges Mathieu, « Quelques notes sur Thucydide », Revue des Études Anciennes, t. 42, nos 1-4 : Mélanges d'études anciennes offerts à Georges Radet, sous la direction de Fernand Chapouthier, William Seston et Pierre Boyancé,‎ 1940, p. 242-253 (lire en ligne)

##### Présentation générale de l’œuvre et de l’auteur
- (en) Kenneth J. Dover, Thucydides, Oxford, Clarendon Press, 1973
- (en) John Huston Finley Jr., Thucydides, Harvard University Press, 1942, 344 p.
- Martin Ostwald (en), « Thucydide », dans Jacques Brunschwig et G.E.R. Lloyd (en) (préf. Michel Serres), Le savoir grec : Dictionnaire critique, Flammarion, 1996, p. 825-841.
- Olivier Battistini, La Guerre du Péloponnèse : Thucydide d'Athènes, Ellipses, coll. « Les Textes fondateurs », 2002, 192 p. (ISBN 2729806571)
- (en) Robert B. Strassler, The Landmark Thucydides : A comprehensive guide to the Peloponnesian War, A Touchstone Book, 1998

##### Méthode et genre littéraire
- Daniel Babut, « Interprétation historique et structure littéraire chez Thucydide : remarques sur la composition du livre IV », Parerga. Choix d’articles de Daniel Babut (1974-1994) Lyon : Maison de l'Orient et de la Méditerranée Jean Pouilloux, no 24, Série littéraire et philosophique,‎ 1994, p. 585-607 (lire en ligne)
- Daniel Babut, « Six discours de Thucydide au livre IV : caractère et fonction dans l'exposé historique », Bulletin de l'Association Guillaume Budé, no 1,‎ mars 1982, p. 41-71 (lire en ligne)
- Luciano Canfora, « La Préface de Thucydide et la critique de la raison historique », Revue des Études Grecques, t. 90, nos 430-431,‎ juillet-décembre 1977, p. 455-461 (lire en ligne)
- (en) Marc Cogan, The Human Thing : The Speeches and Principles of Thucydides' History, University of Chicago Press, 1981
- Edmond Lévy, « Remarques thucydidéennes », Ktèma : civilisations de l'Orient, de la Grèce et de Rome antiques, no 34,‎ 2009, p. 399-419 (lire en ligne)
- Nicole Loraux, « Thucydide n'est pas un collègue », Quaderni di storia, vol. 12,‎ 1980, p. 55-81 (présentation en ligne)
- Nicole Loraux, « Thucydide a écrit la Guerre du Péloponnèse », Mètis. Anthropologie des mondes grecs anciens, vol. 1, no 1,‎ 1986, p. 139-161 (lire en ligne)
- Charles Mugler, « Sur la méthode de Thucydide », Bulletin de l’Association Guillaume Budé, no 10,‎ décembre 1951, p. 20 -51 (lire en ligne, consulté le 30 janvier 2020)
- Cécile Panagopoulos, « Histoire et dialectique chez Thucydide », Annales littéraires de l'Université de Besançon. Rencontres avec l'antiquité classique. Hommages à Jean Cousin, no 273,‎ 1983, p. 95-106 (lire en ligne)
- Pierre Ponchon, « Thucydide a-t-il écrit un livre d’histoire ? : La “Guerre du Péloponnèse” à l’épreuve de la “Poétique” d’Aristote », Méthexis, vol. 21,‎ 2008, p. 43-62 (lire en ligne)
- Agathe Roman, « Apparence et dissimulation. La place du discours dans l’œuvre de Thucydide », Dialogues d'histoire ancienne, no 8 Supplément,‎ 2013, p. 277-288 (lire en ligne)
- Jacqueline de Romilly, Histoire et raison chez Thucydide, Les Belles Lettres, coll. « Études anciennes », 2005 (1re éd. 1956), 316 p.
- Jacqueline de Romilly, La Construction de la vérité chez Thucydide, Julliard/Conférences, essais et leçons du Collège de France, 1999.

##### La pensée de Thucydide
- Werner Jaeger (trad. André et Simonne Devyver), « Thucydide, philosophe de la politique », dans Paideia : La formation de l'homme grec. La Grèce archaïque. Le Génie d’Athènes, Gallimard, coll. « Tel », 1988, 584 p. (ISBN 2070712311), p. 436-467
- Νeville Morley, « Thucydides and the Historiography of Trauma », Ktèma : Civilisations de l'Orient, de la Grèce et de Rome antiques, no 42,‎ 2017, p. 195-204 (lire en ligne)
- Catherine Darbo-Peschanski, « Thucydide : Historien, Juge », Mètis. Anthropologie des mondes grecs anciens, vol. 2, no 1,‎ 1987, p. 109-140 (lire en ligne)
- Emmanuel Golfin, « Thucydide avait-il une conception cyclique du temps ? », Dialogues d'histoire ancienne, vol. 29, no 1,‎ 2003, p. 9-29 (lire en ligne)
- Emmanuel Golfin, « Thucydide et Anaxagore ou une origine philosophique à la pensée de l'historien ? », Dialogues d'histoire ancienne, vol. 33, no 2,‎ 2007, p. 35-56 (lire en ligne)
- Edmond Lévy, « Le vocabulaire de la violence chez Thucydide », Ktèma : civilisations de l'Orient, de la Grèce et de Rome antiques, no 39,‎ 2014, p. 213-233 (lire en ligne)
- Jacqueline de Romilly, Thucydide et l'impérialisme athénien : La pensée de l'historien et la genèse de l'œuvre, Les Belles Lettres, 1961
- Jacqueline de Romilly, « Réflexions sur le courage chez Thucydide et chez Platon », Revue des Études Grecques, t. 93, nos 442-444,‎ juillet-décembre 1980, p. 307-323 (lire en ligne)
- Pierre Roussel, « Thucydide et les Barbares », Revue des Études Anciennes, t. 24, no 4,‎ 1922, p. 281-292 (lire en ligne)
- Cornelius Castoriadis, Thucydide, la force et le droit. Ce qui fait la Grèce - Tome 3, Paris Le Seuil, 2011.
- Daniel Battesti, « Intervenir à titre privé dans la diplomatie de sa cité : l’exemple de la paix de Nicias chez Thucydide », Dialogues d'histoire ancienne. Supplément, Besançon, Presses universitaires de Franche-Comté,‎ 2013, p. 39-57 (ISSN 2108-1433 et 2554-4098, OCLC 618202774, DOI 10.3917/DHA.HS90.0039).
- Annalisa Paradiso, « Politiques de l'affranchissement chez Thucydide : La fin du statut servile ? Affranchissement, libération, abolition », Actes des colloques du Groupe de recherche sur l'esclavage dans l'antiquité (Besançon 15-17 décembre 2005), Presses Universitaires de Franche-Comté, vol. I,‎ 2008, p. 65-76 (lire en ligne)
- Pierre Ponchon, « Thucydide, Héraclite et l’archéologie du réalisme politique », Dialogues d'histoire ancienne, vol. 45, no 2,‎ 2019, p. 113-145 (lire en ligne)
- Suzanne Saïd, « Hérodote et Thucydide lecteurs d'Homère », Troïka. Parcours antiques, Besançon, Institut des Sciences et Techniques de l'Antiquité, vol. 2, Mélanges offerts à Michel Woronoff,‎ 2012, p. 65-79 (lire en ligne)
- Leo Strauss, Sur la guerre des Péloponnésiens et des Athéniens de Thucydide in La Cité et l'Homme, Paris, Presses-Pocket, 1987, collection "Agora". Réédition : Paris, LGF, collection de poche "Biblio essais". 2005  (ISBN 2-253-11117-1).
- Mélina Tamiolaki, « L’historien comme figure du savoir et son dialogue avec le public : Formes et modalités d’une interaction dynamique chez Hérodote, Thucydide et Xénophon », dans Arnaud Macé (dir.), Le Savoir public : La vocation politique du savoir en Grèce ancienne, Besançon, Presses universitaires de Franche-Comté, 2013 (ISBN 978-2-84867-456-8, DOI 10.4000/books.pufc.23672 , lire en ligne), p. 235–263

##### Postérité et réception de Thucydide
- (fr + en + it) Valérie Fromentin (dir.), Sophie Gotteland et Pascal Payen, Ombres de Thucydide : La réception de l’historien depuis l’Antiquité jusqu’au début du XXe siècle, Ausonius éditions, 2010, 765 p. (ISBN 978-2356130211, lire en ligne)
- Jacques Jouanna, « L’historien Thucydide vu par le médecin Galien », Comptes rendus des séances de l'Académie des Inscriptions et Belles-Lettres, t. 155e année, no 3,‎ 2011, p. 1443-1465 (lire en ligne)
- (en) Christine Lee et Neville Morley, A Handbook to the reception of Thucydides, Wiley Blackwell, 2015 (présentation en ligne)
- Francisco Murari Pires, « Machiavel, la cour des Antiques et (le dialogue) avec Thucydide », Dialogues d'histoire ancienne, vol. 34, no 1,‎ 2008, p. 59-84 (lire en ligne)

## Hommages
- (10137) Thucydides, astéroïde.

#### Bases de données et dictionnaires
- Ressources relatives aux beaux-arts :   - British Museum
  - Royal Academy of Arts
  - Sandrart.net
  - Union List of Artist Names
- Ressources relatives à plusieurs domaines :   - Radio France
  - Répertoire du patrimoine culturel du Québec
- Ressources relatives à la musique :   - Carnegie Hall
  - Discogs
- Notices dans des dictionnaires ou encyclopédies généralistes :   - Britannica
  - Brockhaus
  - Den Store Danske Encyklopædi
  - Deutsche Biographie
  - Dizionario di Storia
  - Enciclopedia italiana
  - Enciclopedia De Agostini
  - Gran Enciclopèdia Catalana
  - Hrvatska Enciklopedija
  - Internetowa encyklopedia PWN
  - Larousse
  - Nationalencyklopedin
  - Proleksis enciklopedija
  - Store norske leksikon
  - Treccani
  - Universalis
  - Visuotinė lietuvių enciklopedija
- Notices d'autorité :   - VIAF
  - ISNI
  - BnF (données)
  - IdRef
  - LCCN
  - GND
  - Italie
  - Japon
  - CiNii
  - Espagne
  - Belgique
  - Pays-Bas
  - Pologne
  - Israël
  - NUKAT
  - Suède
  - Vatican
  - Australie